# Aufreißlos

Aufreißlose der Österreichischen Lotterien, die als Brieflose vermarktet werden

Ein Aufreißlos (in Österreich durch das Produkt der Österreichischen Lotterien als Brieflos bekannt) ist ein Teilnahmeschein an einer Sofortlotterie, der gefaltet und verschlossen verkauft wird und seine Gewinninformation durch Aufreißen preisgibt.

## Varianten
In verschiedenen Bundesländern sind Aufreißlose mit Geldgewinnen im Angebot der staatlichen Lotterie. Aber auch insbesondere auf Jahrmärkten findet man sie in Form von Tombolas. Die Sofortgewinne sind dort meist Plüschtiere.

## Aufbau
Das Los ist derart gestaltet, dass ein Durchscheinen der Gewinninformation durch Gegen-das-Licht-Halten unmöglich ist, meist durch Schwärzung oder lichtundurchlässige Beschichtung der gegenüberliegenden Papierflächen. Auf den verbleibenden Flächen finden sich meist Informationen zu Gewinnbedingungen und -verteilung und Teilnahmebedingungen sowie häufig eine Auszahlungsfrist.

## Altersbeschränkung
Das Mindestalter für Sofortlotterien beträgt in Deutschland und der Schweiz 18 Jahre und in Österreich 16 Jahre.
Die Gewinnausschüttung der Waren mit geringem Wert an Kinder und Jugendliche ist laut § 6 Abs. 2 JuSchG rechtsgültig.